# Если бы я хотел свистеть, то свистел бы
«Если бы я хотел свистеть, то свистел бы» (рум. Eu când vreau să fluier, fluier) — фильм румынского режиссёра Флорина Шербана. 
Как и во всех фильмах новой румынской волны, работа Шербана отличается социальной направленностью и гиперреалистичностью. В фильме на всех ролях заняты непрофессиональные исполнители, что позволяет добиться выразительности и естественности их игры. Фильм получил 2 награды на 60-м Берлинском кинофестивале: «Серебряного медведя» (гран-при жюри) и премию Альфреда Бауэра (за открытие новых путей в киноискусстве).

## Сюжет
Главным героем экзистенциальной драмы выступает 18-летний подросток Сильвиу. Сильвиу отбывает последние две недели своего четырёхлетнего заключения в колонии для несовершеннолетних. В это время его мать, вернувшаяся домой после длительного отсутствия, хочет увезти с собой в Италию младшего брата, о котором заботится Сильвиу. И за несколько дней до освобождения Сильвиу не выдерживает — захватив в заложницы девочку-социальную работницу, он требует позвать мать, заставляет её поклясться в том, что та не увезёт брата, а потом везет перепуганную девочку-психолога пить кофе…

## Актёрский состав
| В ролях           |  | Персонаж         |
| ----------------- |  | ---------------- |
| Джордже Пистеряну |  | Чискан Сильвиу   |
| Ада Кондеску      |  | Анна             |
| Михай Константин  |  | директор колонии |
| Клара Вода        |  | мать Сильвиу     |